# Eugenia alpina
Eugenia alpina är en myrtenväxtart som först beskrevs av Olof Swartz, och fick sitt nu gällande namn av Carl Ludwig von Willdenow. Eugenia alpina ingår i släktet Eugenia och familjen myrtenväxter.
Artens utbredningsområde är Jamaica. Inga underarter finns listade i Catalogue of Life.